# الغريب والنهر (مسلسل)
الغريب والنهر مسلسل سوري من تأليف عمار المصارع ومن إخراج هشام شربتجي ومن بطولة حاتم علي تدور أحداث المسلسل عن معلم يدرس في قرية نائية من إحدى قرى محافظة الرقة وتم
بث المسلسل في عام 1996.

## طاقم الممثلين[1]
- خالد تاجا
- ثراء دبسي
- حاتم علي
- يارا صبري
- حمود الصطاف
- عبد الرحمن أبو القاسم
- طلال شاهين
- أحمد المشلب
- فواز الجدوع